# Michael Eavis

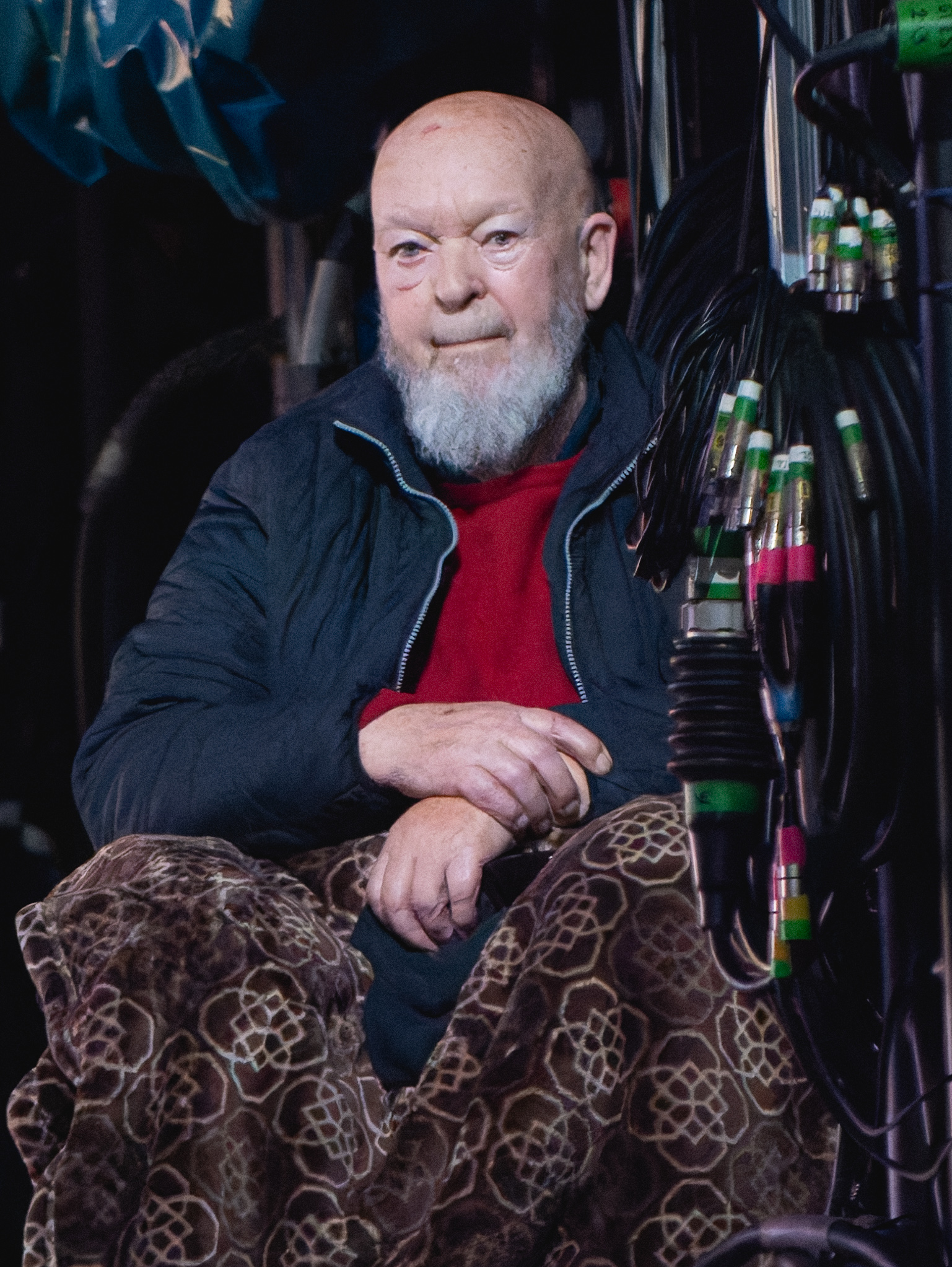
Sir Michael Eavis im Juni 2024

Sir Athelstan Joseph Michael Eavis, CBE (geboren am 17. Oktober 1935 in Pilton, Somerset) ist ein englischer Milchbauer und Mitbegründer des Glastonbury Festivals, welches jeweils auf seinem Bauernhof in Pilton, Somerset stattfindet.

## Privatleben

### Herkunft und Kindheit
Michael Eavis Familie stammte aus Dorset bis sein Urgroßvater väterlicherseits mit einer Viehherde nach Norden zog und sich in den 1860ern auf der Worthy Farm in Pilton, Somerset niederließ. Sein Vater Joseph "Joe" Eavis war ein lokaler methodistischer Priester. Seine Mutter Sheila Eavis (geborene Carwardine) stammte aus London und arbeitete als stellvertretende Schulleiterin. Am 17. Oktober 1935 wurde Athelstan Joseph Michael Eavis geboren – nach eigener Aussage etwa drei Monate vor der Hochzeit seiner Eltern. Seinen ersten Vornamen Athelstan hat er von seinem Großvater mütterlicherseits. Er hatte drei jüngere Brüder und eine jüngere Schwester, die alle mit ihm auf der Worthy Farm aufwuchsen. Seine methodistisch-wesleyanische Erziehung, insbesondere das Verantwortungsbewusstsein gegenüber der Gesellschaft, prägte ihn nachhaltig und er führt seine späteren politischen Ansichten auf sie zurück. Die Familie besuchte die Kapelle dreimal pro Woche, beim Abendessen wurde über die Unterstützung von Bedürftigen diskutiert, abends sangen sie am Klavier religiöse Hymnen und Michael besuchte mit fünf Jahren jeden Sonntag die methodistische Sonntagsschule. Im selben Alter kam er zudem in die Dorfschule in der ihn alle Michael, statt Athelstan nannten. Schließlich übernahmen seine Eltern diesen Namen ihm zuliebe.

### Ausbildung und frühe Karriere
Als Michael Eavis neun Jahre alt war, schickten ihn seine Eltern auf das private Internat Wells Cathedral School. Laut Michael hatte seine Mutter gewisse Ansprüche und wollte nicht, dass sie "nur normale Bauern" seien. Fünf Jahre lang lebte er Vollzeit im Internat. Seine Liebe zur Popmusik zeigte sich bereits damals und er wurde im Internat bestraft, weil er ein Transistorradio unter seinem Kopfkissen versteckt hatte, um die Top 20 auf Radio Luxembourg zu hören. Während Joseph Eavis wollte, dass sein Sohn Landwirt wird, hatte seine Mutter andere Pläne. Inspiriert von einem ihrer Cousins, der Commander in der Royal Australian Navy war, schickten sie Michael zur See. Mit 15 trat er in die Seefahrtsschule Incorporated Thames Nautical Training College, HMS Worcester (ITNTC) auf der HMS Worcester ein. Mit 17 wurde er Midshipman auf einem Schiff der Britischen Handelsmarine und fuhr für die Union-Castle Shipping Company auf der Union-Castle Line um Afrika. In den nächsten zwei bis drei Jahren transportierte er unter anderem Elefanten für den London Zoo nach England und hatte in Mombasa eine prägende Erfahrung, als er Zeuge der offenen Prostitution Minderjähriger wurde. 1954 kehrte er als 19-Jähriger auf die Worthy Farm zurück, nachdem sein Vater Joseph Eavis mit 52 an Darmkrebs starb.
Michael Eavis arbeitete ab 1954 auf der Worthy Farm. 1954 (oder nach anderer Quelle 1958) erbte er den etwa 600'000 m² großen Bauernhof mitsamt 60 Kühen. Da er einen Kredit aufnehmen musste, um seine Geschwister auszuzahlen, und auch seine Eltern bereits früher finanzielle Sorgen hatten, begann er morgens und abends die Kühe zu melken und tagsüber in einer Kohlemine zu arbeiten. Dies war je nach Quelle die Mendip Colliery in Nettlebridge und/oder die New Rock Colliery in Stratton-on-the-Fosse. Dadurch konnte er zudem seinen Soll als Aufgebotener für den National Service (Wehrdienstpflicht) abarbeiten und gleichzeitig verhindern, dass der Bauernhof verkauft werden musste. Eavis beschreibt diese Zeit als düster und hart, durch die ihm eine improvisierte Musikanlage im Melkstand half. Als Minenarbeiter lernte er zudem viel über die Politik und trat der National Union of Mineworkers bei. Er arbeitete je nach Quelle zwei oder drei Jahre mit dieser doppelten Belastung und verdiente dabei £ 25 oder £ 27 pro Woche durch die Arbeit in der Kohlemine.

### Familie
1958 heiratete Michael Eavis seine erste Ehefrau Ruth. Mit ihr bekam er seine ersten drei Kinder Juliet, Rebecca und Jane. 1964 ließ sich das Paar scheiden. Im selben Jahr lernte er in der Schlange eines "Fish and Chips"-Ladens in Glastonbury Jean Lord kennen, die zu diesem Zeitpunkt mit Anthony Lord verheiratet war und mit ihm drei Töchter hatte. Die beiden begannen eine Beziehung und Jean ließ sich 1970 von ihrem ersten Mann scheiden. Mit der nun wieder unter ihrem Mädchennamen bekannten Jean Hayball bekam Michael Eavis in den 1970ern zwei Kinder: Patrick und Emily. Er heiratete Jean 1989 in einer gemeinsamen Zeremonie mit Arabella Spencer-Churchill und Haggis McLeod. Am 15. Mai 1999 verstarb Jean Eavis im Alter von 60 Jahren in Pilton an Hautkrebs. Seine dritte Frau Elizabeth Ann "Liz" lernte er im Jahr 2000 als Kardinal verkleidet auf einer mittelalterlichen Kostümparty kennen. Sie heirateten 2001.
Sein jüngerer Bruder Patrick Eavis war Lehrer, methodistischer Laienpriester sowie Schulleiter der Manor Park School und der Queen Elizabeth Community High School. Er verstarb 2019.
Stand 2021 hatte Michael Eavis 19 Enkel von seinen fünf Kindern sowie weitere von seinen Stiefkindern. 2021 verstarb einer seiner Stiefenkel bei einem Autounfall in Pilton.

## Gründung des Glastonbury Festivals
Ende der 1960er-Jahre verbreiteten sich Open-Air-Festivals in Europa. Michael Eavis und seine Freundin und spätere zweite Ehefrau Jean Hayball bekamen den Erfolg des Isle of Wight Festival 1968 auf der Isle of Wight und des Woodstock-Festivals 1969 in den USA mit. Am 28. Juni 1970 schlichen sie sich durch eine Hecke auf das Gelände des Bath Festival of Blues and Progressive Music in Shepton Mallet um Led Zeppelin zu sehen. Am Tag darauf begann Michael Eavis nach den Nummern von Agenten zu suchen, um Bands für ein eigenes Festival auf der Worthy Farm zu buchen.
Michael und Jean veranstalteten am 19. September 1970 das Pilton Pop, Folk and Blues Festival auf der Worthy Farm. Im Eintrittspreis von £ 1 war neben den Auftritten und dem Platz zum Campieren auch kostenlose Milch von der Farm enthalten. Trotz 1.500 Besucher wurde ein Verlust von £ 1.500 eingefahren. Es war keine zweite Ausgabe geplant, bis Andrew Kerr und Arabella Spencer-Churchill sich bei ihnen meldeten und ein kostenloses Festival finanzieren wollten. Im folgenden Jahr fand das Festival im Juni zur Zeit der Sommersonnenwende statt und wurde in The Glastonbury Fayre umbenannt. Michael Eavis wurde von den erfahrenen Mitorganisatoren in vielen organisatorischen Punkten überstimmt oder ausgeschlossen und nahm deshalb vor allem eine Beobachterrolle ein, aus der er insbesondere die spirituellen Aspekte belächelte. Das Festival mit circa 12.000 Gästen war für Michael Eavis ein Albtraum. Der Konsum von LSD durch die Besucher machte ihm zu schaffen, und er entschied, keine weiteren Festivals mehr veranstalten zu wollen.
Erst 1977 organisierte Michael Eavis auf der Worthy Farm wieder eine kleinere, kostenlose Veranstaltung. 1978 fand ein "spontanes" Festival statt, als die Polizei einen Konvoi vom Stonehenge Free Festival an der Worthy Farm vorbei lenkte. Im Zuge des Internationales Jahr des Kindes führten die Eavis 1979 auf Initiative von Arabella Churchill und Bill Harkin eine weitere Ausgabe der Glastonbury Fayre durch, an der es erstmals spezielle Unterhaltung für Kinder gab. Michael Eavis hatte für die Durchführung einen Kredit aufgenommen und seinen Bauernhof als Sicherheit gegeben. Trotz 12.000 Besuchern und einem Ticketpreis von £5 war das Festival ein großer finanzieller Misserfolg. Es gilt jedoch als Ursprung der im Jahr 1981 von Arabella Churchill gegründeten und bis heute aktiven Wohltätigkeitsorganisation Children's World in der Michael Eavis bis heute Schirmherr ist.
Als 1980 der NATO-Doppelbeschluss die Friedensbewegungen mobilisierte, protestierten Michael und Jean Eavis gegen die Stationierung von US-amerikanischen Marschflugkörpern auf dem Militärflugplatz RAF Greenham Common. Bereits in den 1970ern nahm Michael an Protesten der Campaign for Nuclear Disarmament (CND) teil und half bei der Organisation des regionalen Ablegers mit. Im Jahr 1981 kontaktierte Michael Eavis Bruce Kent, den Generalsekretär der nationalen Organisation der CND, und versuchte ihn davon zu überzeugen, eine Partnerschaft zwischen dem Festival und der CND einzugehen. Michael war davon überzeugt durch bessere Organisation und der Reichweite durch die CND ein finanziell erfolgreiches Festival auf die Beine stellen zu können. Die Zusammenarbeit kam zustande und das Festival wurde zum Glastonbury CND Festival umbenannt. Unter der organisatorischen Kontrolle von Michael Eavis konnten durch die Einnahmen der profitablen dreitägigen Veranstaltung £ 20.000 an die CND übergeben werden.

## Leiter des Glastonbury Festival
Das Glastonbury Festival fand seit 1981 jährlich statt. Ab 1983 häuften sich juristische Auseinandersetzungen mit dem Mendip District Council, welches durch ein neues Gesetz ab 1983 Vorschriften für die Erteilung einer Konzession für Veranstaltungen erlassen durfte. Trotzdem wuchs sowohl die Teilnehmerzahl als auch die Spendensumme von Jahr zu Jahr und 1985 wurde die angrenzende Cockmill Farm aufgekauft, um zusätzlichen Platz zu schaffen. 1988 wurde erstmals ein Brache-Jahr durchgeführt, in dem sich das Land regenerieren und die im Jahr zuvor eskalierten Streitereien mit dem District Council ausdiskutiert werden konnten.
Zum 20. Jubiläum 1990 wurde das Festival in Glastonbury Festival of Contemporary Performing Arts umbenannt, um dem immer größer werdenden nicht-musikalisch Anteil des Festivals gerecht zu werden. Michael Eavis erhoffte sich zudem einfacher an Konzessionen zu kommen, wenn er das Musikfestival als "Theaterfestival" verkaufen kann. Im selben Jahr kam es zu großen Ausschreitungen rund um eine Gruppe New Age Travellers, die seit 1985 offiziell kostenlos beim Festival campieren durften. Der Auslöser des später als "Battle of Yeoman’s Bridge" bekannten Konflikts ist umstritten. Jedenfalls wütete eine große Gruppe New Age Travelers am ersten Tag nach dem Festival auf der Worthy Farm, brannte diverse Fahrzeuge sowie Zelte nieder und kämpfte mit den Sicherheitskräften des Festivals und der Polizei. Michael Eavis war schockiert über die Ausschreitungen und fürchtete die zu diesem Zeitpunkt bereits ikonisch gewordene und ganzjährig aufgebaute Bühne "Pyramid Stage" würde ebenfalls angezündet. Auch wenn die Pyramid Stage verschont blieb, entstand ein Sachschaden von £ 50.000 und 235 Personen wurden verhaftet. Im Folgejahr fand aufgrund dessen keine Veranstaltung statt. Von da an wurden die Sicherheitsmaßnahmen verstärkt und die New Age Travelers nicht länger geduldet. Ab 1992 wurden erstmals Oxfam und Greenpeace die Hauptbegünstigten der Spendensumme des Festivals. Michael Eavis empfand, dass die Zerstörung der Natur mit dem Ende des Kalten Krieges die größere Sorge der Leute geworden ist und hat daher diese Entscheidung getroffen.
In den 90ern wuchs das Festival erneut durch das Aufkommen des Britpop und als wichtiges Zentrum der Rave-Kultur sowie den ersten Fernsehübertragungen ab 1994. Laut Emily Eavis haben Jean und Michael Eavis während den 90ern immer wieder behauptet, dass es vermutlich die letzte Ausgabe des Festivals sein werde. Dies sei kein Marketingtrick gewesen, sondern tatsächlich die Meinung ihrer Eltern gewesen. Erst nach dem Tod von Jean habe Michael sich dafür entschieden das Festival zu einer regelmäßigen Veranstaltung zu machen. Ab dem Tod seiner Frau begann Emily Eavis ihren Vater bei der Planung des Festivals zu unterstützen und hat seither die Leitung nach und nach übernommen.
2015 erzählte Michael Eavis in einem Interview, dass er immer noch Acts für das Festival verpflichtet und auch bei den Headlinern ein Mitspracherecht hat. Er nennt Fleetwood Mac zudem die einzige Band, welche über 60.000 Personen für ein Konzert anziehen würde, die noch nicht am Glastonbury aufgetreten sei. Verhandlungen mit der Gruppe scheiterten jedoch 2019.
Michael Eavis sang auch mehrfach selbst auf den Bühnen des Festivals. So sang er 2010 den Chorus von Happy Birthday zusammen mit Stevie Wonder auf der Pyramid Stage oder performte 2015 mit The Moody Blues und 2022 mit Chris Difford von Squeeze einzelne Songs. 2015 sang er an einem Fest nach dem Festival zu seinem 80. Geburtstag mit Coldplay My Way von Paul Anka. 2010 und 2019 je auf der Acoustic Stage sowie zuletzt 2024 auf der Park Stage trat er mit eigener Band auf und sang diverse Cover.

## Landwirt der Worthy Farm
Neben der Organisation des Glastonbury Festivals betreibt Michael Eavis seit den 1950er Jahren die Worthy Farm. Das jährliche Festival steht in einer speziellen Wechselwirkung mit dem Landwirtschaftsbetrieb. So wurde die zweite Version der Pyramid Stage im Jahr 1981 so gebaut, dass sie während des restlichen Jahres als Unterstand für die Kühe genutzt werden konnte. Wegen des Festivals wird nur eine Grassilage pro Jahr geerntet, wodurch große Mengen an Futtermitteln eingekauft werden müssen. Aufgrund dessen versucht Michael Eavis den Bauernhof durch andere Maßnahmen möglichst wirtschaftlich und umweltschonend zu führen. Bereits Anfang der 2000er Jahre wurde auf Dächern erste Photovoltaik-Anlagen angebracht. In 2010 wurde auf den Kuhställen eine Photovoltaik-Anlage installiert, die zu diesem Zeitpunkt die größte private Anlage im Vereinigten Königreich war. Damit wurden 80 % des Stromverbrauchs des Bauernhofes gedeckt. Es folgten vier weitere Anlagen auf weiteren Gebäuden und seinem Haus. Regenwassersammler werden genutzt, um die Anlagen sauber zu halten und dadurch die Energiegewinnung zu maximieren. Zusätzlich wird damit die Wasserversorgung des Bauernhofs unterstützt. Eine Biogasanlage gehört ebenfalls zum Bauernhof und wird zur Energiegewinnung genutzt. Die dadurch erzeugte Elektrizität wird auch für das Musikfestival genutzt, welches bereits seit 1979 mit nachhaltiger Energieproduktion experimentiert. Die großen Mengen an Abfall, die das Festival jährlich produziert werden in einem eigens errichteten Recycling-Center sortiert und wiederaufbereitet. Um das Wohlergehen der Tiere nicht zu gefährden, wird das Gelände nach dem Festival über mehrere Tage gereinigt und seit Jahren vermehrt auf biologisch abbaubare Alternativen zur Abfallvermeidung gesetzt. Aufgrund der Bekanntheit durch das Festival gibt es während des ganzen Jahres Besucher auf dem Bauernhof. Deshalb wurde mit den "Alice Rooms" eine Einrichtung zur Vermittlung von Wissen über die Landwirtschaft errichtet.
Die Herde der Worthy Farm wuchs seit den 1950er Jahren von 60 Kühen auf 385 Tiere im Jahr 2014 heran. Von da an wurde eine Aufstockung auf 500 Tiere angestrebt. Die Kuhherde besteht seit mindestens 2019 aus 500 Holstein-Milchkühen und weiteren 500 Jungtieren. Seit dem Jahr 2000 arbeiten John Taylor mit seiner Frau Pamela "Pam" Taylor für Michael Eavis und agieren als Herdenmanager. Bis in die 2010er konnten die drei den Milchertrag zu einem der höchsten in der Region und im Vereinigten Königreich erhöhen. So gewannen sie im Jahr 2012 drei Preise: Das National Milk Records Office bescheinigte ihnen den höchsten Milchertrag in der Region Somerset für ihre Herde, für eine ihrer Milchkühe und für eine ihrer Färsen. Zwei Jahre später gewannen sie dieselben drei Preise erneut. Zusätzlich war die Herde zum ersten Mal in den Top 10 der ertragreichsten Herden im Vereinigten Königreich auf Platz Nummer vier. Der Milchertrag lag 2015 bei etwa 70 Litern pro Kuh pro Tag beziehungsweise 12.500 Litern im Jahr. Nach 2015 wurde eine robotische Melkanlage installiert, wodurch der Gesamtertrag durch eine Vergrößerung der Herde gesteigert werden konnte. 2023 lag der Gesamtertrag bei sechs Millionen Liter Milch jährlich. Ein Teil der Milch wird für den lokal produzierten Käse Worthy Reserve Cheddar genutzt. 2023 waren neben John und Pamela Taylor sieben Personen auf dem Bauernhof festangestellt und eine Person in Ausbildung.

## Politische Aktivität
Nachdem er sich von einer Darmkrebserkrankung erholt hatte, trat er zur Britischen Unterhauswahl 1997 für die Labour Party an und sammelte 10204 Stimmen. David Heathcoat-Amory gewann die Wahl vor Peter Gold an zweiter und Michael Eavis an dritter Stelle. Durch den Irak-Krieg desillusioniert, wandte er sich 2004 von der Labour Party ab und unterstützte die Green Party. Seit 2010 unterstützt er jedoch wieder die Labour Party und lud 2017 Jeremy Corbyn auf die Pyramid Stage des Glastonbury Festival ein.
Neben seinen Bemühungen für den Naturschutz und nukleare Abrüstung, sieht er das Glastonbury Festival als Plattform für das Hinweisen auf gesellschaftliche Probleme. Auch wenn er 2011 sagte, dass dieser Aspekt des Festivals abgenommen hatte und er gerne wieder mehr davon sehen würde. Die gestiegenen Ticketpreise seien ebenfalls ein Grund dafür, da nicht mehr alle gesellschaftlichen Schichten Zugang hätten.
Ab 2015 war er Vizepräsident des Somerset Wildlife Trusts, bis er 2019 aufgrund einer Petition gegen ihn und die ebenfalls als Vizepräsidentin agierende Rebecca Pow zurückgetreten ist. Die Petition richtete sich gegen die Unterstützung der Vizepräsidenten für die im Vereinigten Königreich umstrittene Dachsjagd und wurde von 90000 Personen unterzeichnet. Bereits 2005 hat er sich als Unterstützer der Jagd ausgesprochen.
Als die Abstimmung über den Brexit auf das Festivalwochenende fiel, sprach sich Michael Eavis mit seiner Tochter für einen Verbleib in der Europäischen Union aus.

## Ehrungen und Titel
Michael Eavis wurde 2004 von der University of Bath ein Ehrendoktortitel (Doctor of Arts, honoris causa) verliehen. 2006 folgte von der University of Bristol ein Master of Arts, honoris causa. 2012 verlieh die University for the Creative Arts ihm ebenfalls ehrenhalber einen Master of Arts.
Im Rahmen der Birthday Honours 2007 wurde Michael Eavis als Gründer und Organisator des Glastonbury Festivals für seine Dienste für die Musik von Königin Elisabeth II. als Commander des Order of the British Empire ausgezeichnet. Im Dezember 2023 erhob ihn König Charles III. im Rahmen der New Year Honours 2024 zum Knight Bachelor für seine Dienste für die Musik und Wohltätigkeit als Gründer und Leiter des Glastonbury Festivals. Am 23. April 2024 wurde der Ritterschlag im Windsor Castle durch Princess Royal Anne vollzogen.
Im Jahr 2009 wurde Eavis im Time-Magazine in den Time 100 als einer der einflussreichsten Persönlichkeiten unter der Kategorie Heroes & Icons (dt. Helden und Ikonen) aufgelistet. Nominiert wurde er durch Chris Martin.
An den European Festival Awards wurde Michael Eavis 2012 der Yourope Lifetime Achievement Award verliehen.
Michael Eavis hat 2014 mit der Worthy Farm und seinen Mitarbeitenden John und Pam Taylor den NMR RABDF Gold Cup gewonnen. Dies ist der wichtigste Preis für Milchbauern in Großbritannien, der jährlich von der National Milk Records Ltd. und der Royal Association of British Diary Farmers vergeben wird. Ende 2023 waren sie erneut einer der vier Finalisten für den NMR RABDF Gold Cup 2023 nominiert, den sie jedoch nicht gewinnen konnten. Die Jury lobte jedoch die hohen Standards auf den Bauernhöfen aller Finalisten.
Der Music Industry Trust Award wurde Michael Eavis 2014 für seine außerordentlichen Beiträge für die Livemusikindustrie des Vereinigten Königreiches und für wohltätige Zwecke verliehen.
Die Great Western Railway benannte 2015 die "British Rail Class 43"-Lokomotive mit der Seriennummer 43026 eines High Speed Trains nach Michael Eavis. Bis 2019 wurde die Lokomotive an ScotRail abgegeben. In South West England und Südwales wurde 2017 über zehn Lokalzeitungen eine Umfrage abgehalten, um die "100 Great Westerners" (dt. in etwa: 100 großartigste Personen aus dem Westen) zu bestimmen. Die ersten 50 wurden zudem Namenspatronen der neu beschafften Lokomotiven der Great Western Railway. Michael Eavis wurde nominiert und am 9. April 2019 wurde die "British Rail Class 802"-Lokomotive mit der Seriennummer 802013 nach ihm benannt. Die Präsentation des Zuges hätte mit der zeitgleichen Umbenennung des Bahnhofs Castle Cary zu "Castle Cary Station of the Glastonbury Festival" erfolgen sollen, jedoch fuhr stattdessen ein anderer Intercity Express Train auf der Strecke, der zudem 14 Minuten Verspätung hatte.
Am 3. Mai 2022 wurde Michael Eavis die Freedom of the Town von Glastonbury verliehen, wodurch er den Ehrentitel "Honorary Freeman of the Town of Glastonbury" trägt.